# Mistrovství světa v rychlobruslení juniorů 2001

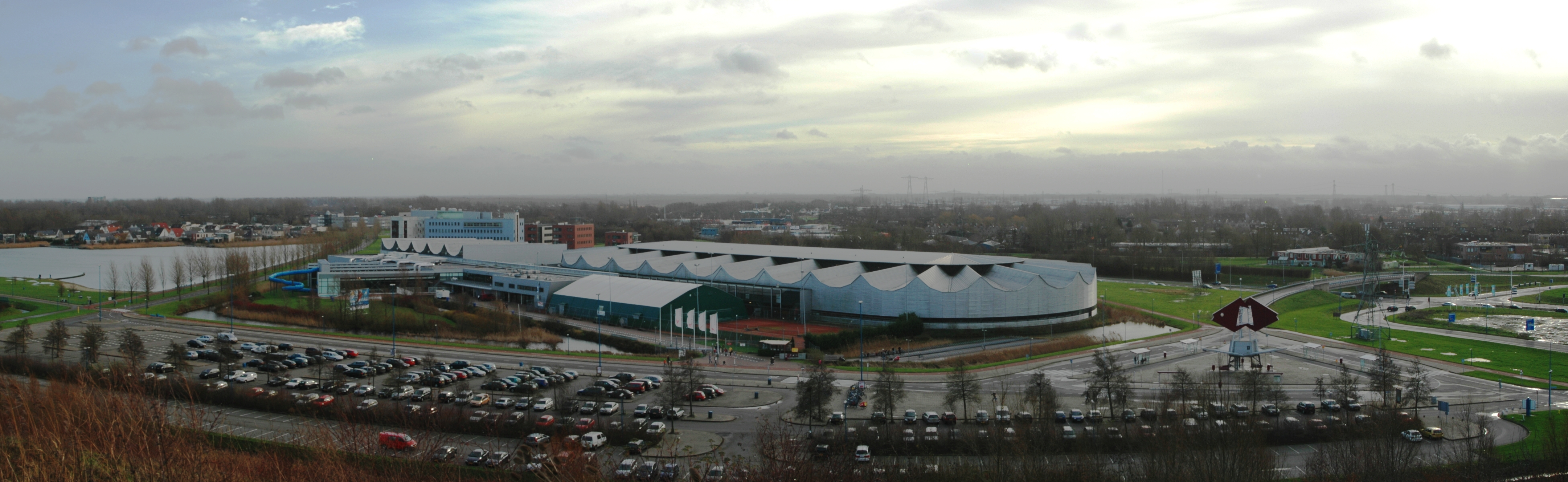
Rychlobruslařská hala Kardinge v Groningenu

Mistrovství světa v rychlobruslení juniorů 2001 se konalo od 23. do 25. února 2001 v rychlobruslařské hale Kardinge v nizozemském Groningenu. Celkově se jednalo o 30. světový šampionát pro chlapce a 29. pro dívky. Českou výpravu tvořili Miroslav Vtípil a Marcela Kramárová.
| Program                                   | Program                                     | Program                       |
| ----------------------------------------- | ------------------------------------------- | ----------------------------- |
| 23. února                                 | 24. února                                   | 25. února                     |
| 500 m dívky 500 m chlapci 3 000 m chlapci | 1 000 m dívky 1 500 m chlapci 1 500 m dívky | 3 000 m dívky 5 000 m chlapci |

## Chlapci
| Pořadí | Jméno             | Země        | Celkový čas |
| ------ | ----------------- | ----------- | ----------- |
| 1.     | Šingo Doi         | Japonsko    | 37,65       |
| 2.     | Satoši Kaneko     | Japonsko    | 37,83       |
| 3.     | Eric Krantz       | USA         | 38,07       |
| 4.     | Mun Čun           | Jižní Korea | 38,08       |
| 5.     | Christian Zoller  | Rakousko    | 38,25       |
| 6.     | Even Wetten       | Norsko      | 38,38       |
| 7.     | Stefan Groothuis  | Nizozemsko  | 38,52       |
| 8.     | Maciej Ustynowicz | Polsko      | 38,53       |
| 9.     | Jarmo Valtonen    | Finsko      | 38,62       |
| 9.     | Mika Poutala      | Finsko      | 38,62       |
|        |                   |             |             |
| 34.    | Miroslav Vtípil   | Česko       | 40,16       |

| Pořadí | Jméno                 | Země        | Celkový čas |
| ------ | --------------------- | ----------- | ----------- |
| 1.     | Šingo Doi             | Japonsko    | 4:00,74     |
| 2.     | Naoki Jasuda          | Japonsko    | 4:01,69     |
| 3.     | Jo Sang-jop           | Jižní Korea | 4:01,83     |
| 4.     | Johan Röjler          | Švédsko     | 4:02,52     |
| 5.     | Tom Prinsen           | Nizozemsko  | 4:03,77     |
| 6.     | Mun Čun               | Jižní Korea | 4:03,86     |
| 7.     | Marco Weber           | Německo     | 4:05,81     |
| 8.     | Mikael Flygind Larsen | Norsko      | 4:05,94     |
| 9.     | Enrico Fabris         | Itálie      | 4:06,46     |
| 10.    | Ju Won-kol            | Jižní Korea | 4:07,20     |
|        |                       |             |             |
| 17.    | Miroslav Vtípil       | Česko       | 4:10,30     |

| Pořadí | Jméno            | Země        | Celkový čas |
| ------ | ---------------- | ----------- | ----------- |
| 1.     | Mun Čun          | Jižní Korea | 1:55,38     |
| 2.     | Šingo Doi        | Japonsko    | 1:55,40     |
| 3.     | Stefan Groothuis | Nizozemsko  | 1:55,47     |
| 4.     | Jo Sang-jop      | Jižní Korea | 1:55,62     |
| 5.     | Shani Davis      | USA         | 1:56,42     |
| 6.     | Ju Won-kol       | Jižní Korea | 1:56,77     |
| 7.     | Jay Morrison     | Kanada      | 1:56,90     |
| 8.     | Johan Röjler     | Švédsko     | 1:56,92     |
| 9.     | Satoši Kaneko    | Japonsko    | 1:57,05     |
| 10.    | Eric Krantz      | USA         | 1:57,46     |
|        |                  |             |             |
| 32.    | Miroslav Vtípil  | Česko       | 2:01,45     |

| Pořadí | Jméno         | Země        | Celkový čas |
| ------ | ------------- | ----------- | ----------- |
| 1.     | Johan Röjler  | Švédsko     | 6:53,63     |
| 2.     | Marco Weber   | Německo     | 6:55,07     |
| 3.     | Tom Prinsen   | Nizozemsko  | 6:56,88     |
| 4.     | Jo Sang-jop   | Jižní Korea | 6:58,31     |
| 5.     | Enrico Fabris | Itálie      | 7:01,00     |
| 6.     | Mun Čun       | Jižní Korea | 7:01,53     |
| 7.     | Ju Won-kol    | Jižní Korea | 7:03,04     |
| 8.     | Šingo Doi     | Japonsko    | 7:03,19     |
| 9.     | Shani Davis   | USA         | 7:03,56     |
| 10.    | Simon Kuipers | Nizozemsko  | 7:04,08     |

### Celkové výsledky víceboje
- Závodu se zúčastnilo 51 závodníků.

| Pořadí           | Jméno            | Země        | 500 m       | 3 000 m       | 1 500 m       | 5 000 m       | Počet bodů |
| Zlatá medaile    | Šingo Doi        | Japonsko    | 37,65 (1.)  | 4:00,74 (1.)  | 1:55,40 (2.)  | 7:03,19 (8.)  | 158,558    |
| Stříbrná medaile | Mun Čun          | Jižní Korea | 38,08 (4.)  | 4:03,86 (6.)  | 1:55,38 (1.)  | 7:01,53 (6.)  | 159,336    |
| Bronzová medaile | Jo Sang-jop      | Jižní Korea | 38,77 (12.) | 4:01,83 (3.)  | 1:55,62 (4.)  | 6:58,31 (4.)  | 159,446    |
| 4.               | Johan Röjler     | Švédsko     | 39,25 (18.) | 4:02,52 (4.)  | 1:56,92 (8.)  | 6:53,63 (1.)  | 160,006    |
| 5.               | Satoši Kaneko    | Japonsko    | 37,83 (2.)  | 4:07,33 (11.) | 1:57,05 (9.)  | 7:04,39 (11.) | 160,506    |
| 6.               | Stefan Groothuis | Nizozemsko  | 38,52 (7.)  | 4:07,37 (12.) | 1:55,47 (3.)  | 7:05,13 (12.) | 160,751    |
| 7.               | Ju Won-kol       | Jižní Korea | 39,15 (16.) | 4:07,20 (10.) | 1:56,77 (6.)  | 7:03,04 (7.)  | 161,577    |
| 8.               | Tom Prinsen      | Nizozemsko  | 40,33 (38.) | 4:03,77 (5.)  | 1:58,13 (12.) | 6:56,88 (3.)  | 162,022    |
| 9.               | Shani Davis      | USA         | 39,21 (17.) | 4:10,26 (16.) | 1:56,42 (5.)  | 7:03,56 (9.)  | 162,082    |
| 10.              | Simon Kuipers    | Nizozemsko  | 38,76 (11.) | 4:09,58 (15.) | 1:58,64 (15.) | 7:04,08(10.)  | 162,310    |
|                  |                  |             |             |               |               |               |            |
| 25.              | Miroslav Vtípil  | Česko       | 40,16 (34.) | 4:10,30 (17.) | 2:01,45 (32.) | —             | 122,359    |

## Dívky
| Pořadí | Jméno                    | Země       | Celkový čas |
| ------ | ------------------------ | ---------- | ----------- |
| 1.     | Heike Hartmannová        | Německo    | 40,49       |
| 2.     | Shannon Rempelová        | Kanada     | 40,77       |
| 3.     | Elli Ochowiczová         | USA        | 41,24       |
| 4.     | Maki Cudžiová            | Japonsko   | 41,70       |
| 5.     | Brittany Schusslerová    | Kanada     | 41,81       |
| 6.     | Elma de Vriesová         | Nizozemsko | 41,87       |
| 7.     | Judith Hesseová          | Německo    | 41,94       |
| 8.     | Frédérique Ankonéová     | Nizozemsko | 42,02       |
| 9.     | Daniela Niederstätterová | Itálie     | 42,06       |
| 10.    | Julija Busjujevová       | Rusko      | 42,17       |
|        |                          |            |             |
| 19.    | Marcela Kramárová        | Česko      | 43,15       |

| Pořadí | Jméno                 | Země        | Celkový čas |
| ------ | --------------------- | ----------- | ----------- |
| 1.     | Heike Hartmannová     | Německo     | 1:21,67     |
| 2.     | Frédérique Ankonéová  | Nizozemsko  | 1:22,41     |
| 3.     | Shannon Rempelová     | Kanada      | 1:22,42     |
| 4.     | Elma de Vriesová      | Nizozemsko  | 1:22,74     |
| 5.     | Brittany Schusslerová | Kanada      | 1:23,04     |
| 6.     | Sarah Elliottová      | USA         | 1:23,24     |
| 7.     | Anja Borstová         | Nizozemsko  | 1:23,67     |
| 8.     | Eriko Išinová         | Japonsko    | 1:23,99     |
| 9.     | Čoj Jun-suk           | Jižní Korea | 1:24,01     |
| 10.    | Maki Cudžiová         | Japonsko    | 1:24,26     |
|        |                       |             |             |
| 28.    | Marcela Kramárová     | Česko       | 1:27,78     |

| Pořadí | Jméno                 | Země        | Celkový čas |
| ------ | --------------------- | ----------- | ----------- |
| 1.     | Frédérique Ankonéová  | Nizozemsko  | 2:05,43     |
| 2.     | Eriko Išinová         | Japonsko    | 2:06,93     |
| 3.     | Sarah Elliottová      | USA         | 2:06,96     |
| 4.     | Heike Hartmannová     | Německo     | 2:07,05     |
| 5.     | Anja Borstová         | Nizozemsko  | 2:08,19     |
| 6.     | Elma de Vriesová      | Nizozemsko  | 2:08,36     |
| 7.     | Brittany Schusslerová | Kanada      | 2:08,54     |
| 8.     | Jun Hyj-čun           | Jižní Korea | 2:08,88     |
| 9.     | Tara Rislingová       | Kanada      | 2:08,92     |
| 10.    | Julija Busjujevová    | Rusko       | 2:09,31     |
|        |                       |             |             |
| 25.    | Marcela Kramárová     | Česko       | 2:15,83     |

| Pořadí | Jméno                 | Země        | Celkový čas |
| ------ | --------------------- | ----------- | ----------- |
| 1.     | Frédérique Ankonéová  | Nizozemsko  | 4:19,78     |
| 2.     | Elma de Vriesová      | Nizozemsko  | 4:25,56     |
| 3.     | Anja Borstová         | Nizozemsko  | 4:30,91     |
| 4.     | Tara Rislingová       | Kanada      | 4:32,21     |
| 5.     | Sarah Elliottová      | USA         | 4:32,45     |
| 6.     | Eriko Išinová         | Japonsko    | 4:32,94     |
| 7.     | Heike Hartmannová     | Německo     | 4:33,21     |
| 8.     | Jun Hyj-čun           | Jižní Korea | 4:33,55     |
| 9.     | Brittany Schusslerová | Kanada      | 4:37,07     |
| 10.    | Čoj Čin-son           | Jižní Korea | 4:37,80     |

### Celkové výsledky víceboje
- Závodu se zúčastnilo 44 závodnic.

| Pořadí           | Jméno                 | Země        | 500 m       | 1 000 m       | 1 500 m       | 3 000 m       | Počet bodů |
| Zlatá medaile    | Frédérique Ankonéová  | Nizozemsko  | 42,02 (8.)  | 1:22,41 (2.)  | 2:05,43 (1.)  | 4:19,78 (1.)  | 168,331    |
| Stříbrná medaile | Heike Hartmannová     | Německo     | 40,49 (1.)  | 1:21,67 (1.)  | 2:07,05 (4.)  | 4:33,21 (7.)  | 169,210    |
| Bronzová medaile | Elma de Vriesová      | Nizozemsko  | 41,87 (6.)  | 1:22,74 (4.)  | 2:08,36 (6.)  | 4:25,56 (2.)  | 170,286    |
| 4.               | Shannon Rempelová     | Kanada      | 40,77 (2.)  | 1:22,42 (3.)  | 2:09,83 (11.) | 4:38,16 (11.) | 171,616    |
| 5.               | Anja Borstová         | Nizozemsko  | 42,31 (11.) | 1:23,67 (7.)  | 2:08,19 (5.)  | 4:30,91 (3.)  | 172,026    |
| 6.               | Sarah Elliottová      | USA         | 42,74 (14.) | 1:23,24 (6.)  | 2:06,96 (3.)  | 4:32,45 (5.)  | 172,088    |
| 7.               | Eriko Išinová         | Japonsko    | 42,31 (11.) | 1:23,99 (8.)  | 2:06,93 (2.)  | 4:32,94 (6.)  | 172,105    |
| 8.               | Brittany Schusslerová | Kanada      | 41,81 (5.)  | 1:23,04 (5.)  | 2:08,54 (7.)  | 4:37,07 (9.)  | 172,354    |
| 9.               | Tara Rislingová       | Kanada      | 42,85 (16.) | 1:24,90 (11.) | 2:08,92 (9.)  | 4:32,21 (4.)  | 173,641    |
| 10.              | Jun Hyj-čun           | Jižní Korea | 42,46 (13.) | 1:25,29 (13.) | 2:08,88 (8.)  | 4:33,55 (8.)  | 173,656    |
|                  |                       |             |             |               |               |               |            |
| 21.              | Marcela Kramárová     | Česko       | 43,15 (19.) | 1:27,78 (28.) | 2:15,83 (25.) | —             | 132,316    |